# 哈爾濱保衛戰
哈爾濱保衛戰發生於1932年1月25日至2月4日，是抗日戰爭初期日本帝國入侵满洲的行動之一。

## 背景
當馬占山在江橋行動中被日軍趕出齊齊哈爾後，他率領他的部隊往東北面撤退並在海倫設立了總部，在黑龍江省繼續執政。土肥原賢二大佐在哈爾濱的特別服務處與馬占山開啟談判，希望他投奔到即將成立的滿洲國。馬占山仍然舉棋不定，持續與日本進行談判，並繼續支持著丁超。 
丁超從未同意關東軍在吉林省成立傀儡政府並由熙洽指揮吉林守軍。1932年11月，馮占海上校組織了「吉林省抗日政府」，以協調軍事上的抵抗。全省的軍事和民事當局分裂成支持熙洽政權的「新吉林」追隨者和忠心的「舊吉林」份子；前者主要集中在省會附近，後者則在哈爾濱北部和東部的崎嶇腹地駐紮。 
馬占山在今後幾個月內繼續支持著丁超，並與張學良和蔣介石保持著聯繫，並從中獲得一些援助。早在1932年1月，為了迫使馬占山接受條款，土肥原賢二要求熙洽與他的「新吉林軍」向哈爾濱推進，然後向馬的總部所在地海倫推進。然而，丁超和李杜指揮的吉林自衛軍部署在熙洽的部隊和哈爾濱之間，成為「新吉林軍」前行的阻礙。丁超並呼籲哈爾濱的居民加入他的鐵路守衛軍。  
當熙洽的「新吉林軍」在1月25日終於推進到雙城市時，張學良指示馬占山及丁超放棄談判，並在26日上午開始進行戰鬥。土肥原賢二最終未能進一步恐嚇中國軍，因為他的盟友熙洽的部隊遭受到丁超部隊的頑強抵抗。

## 哈爾濱事變
為了證明關東軍直接干預以支援熙洽，土肥原籌劃了在哈爾濱的騷亂。起義期間，1名日本人和3名韓國人死亡。雖然大多數日本軍隊已撤出在北滿地區以實施錦州行動，但由多門二郎指揮的第2師團，仍返回奉天休整。 
當接到支援熙洽的命令後，第2師團在一二八事變發生的同一天開始乘搭火車。因為冬季天氣寒冷、運輸困難，時程上有一些延誤。這給了丁超及時抓住在哈爾濱市的自治行政權和逮捕親日本的黑龍江省總督張景惠的機會。
獨立第4混成旅團從東部移至齊齊哈爾。7天內日軍縱隊在零下30度的寒冷農村地帶進行戰鬥。最後，他們在2月4日從西面和南面迫近該城。

## 哈爾濱戰役
丁超打了17個小時的戰役，哈爾濱市居民從他們的屋頂上觀看了戰鬥。由於蘇聯可能被捲入戰鬥，丁超的戰防炮被部署在蘇聯的中東鐵路辦公室前，但沒有效果。丁超的士兵，其中許多人僅配發了簡陋的裝備，更有許多是未受過訓練的平民志願者，終於在日軍的火炮轟擊和飛機轟炸掃射下被擊倒。丁超在日軍飛機的追擊下被迫從哈爾濱撤退至東北面的松花江下游地區。日軍在幾個小時內佔領了哈爾濱。

## 後果
土肥原向馬占山提供一百萬美元的黃金，以換取其投奔到新的滿洲國軍。由於丁超被擊敗，馬占山在1932年2月14日同意條件，並保留其黑龍江省省長職務以換取與日本人合作。 
1932年2月27日，丁超提出停戰，結束了中國官方在滿洲的抵抗。 
幾天之內，溥儀在奉天的「東北政務會議」上出任新獨立國家滿洲國的臨時執政，成員包括從北方飛來的馬占山將軍。第2天的3月1日，滿洲國政府成立及任命馬占山為戰爭部長兼省長。